# Impatto politico di Taylor Swift

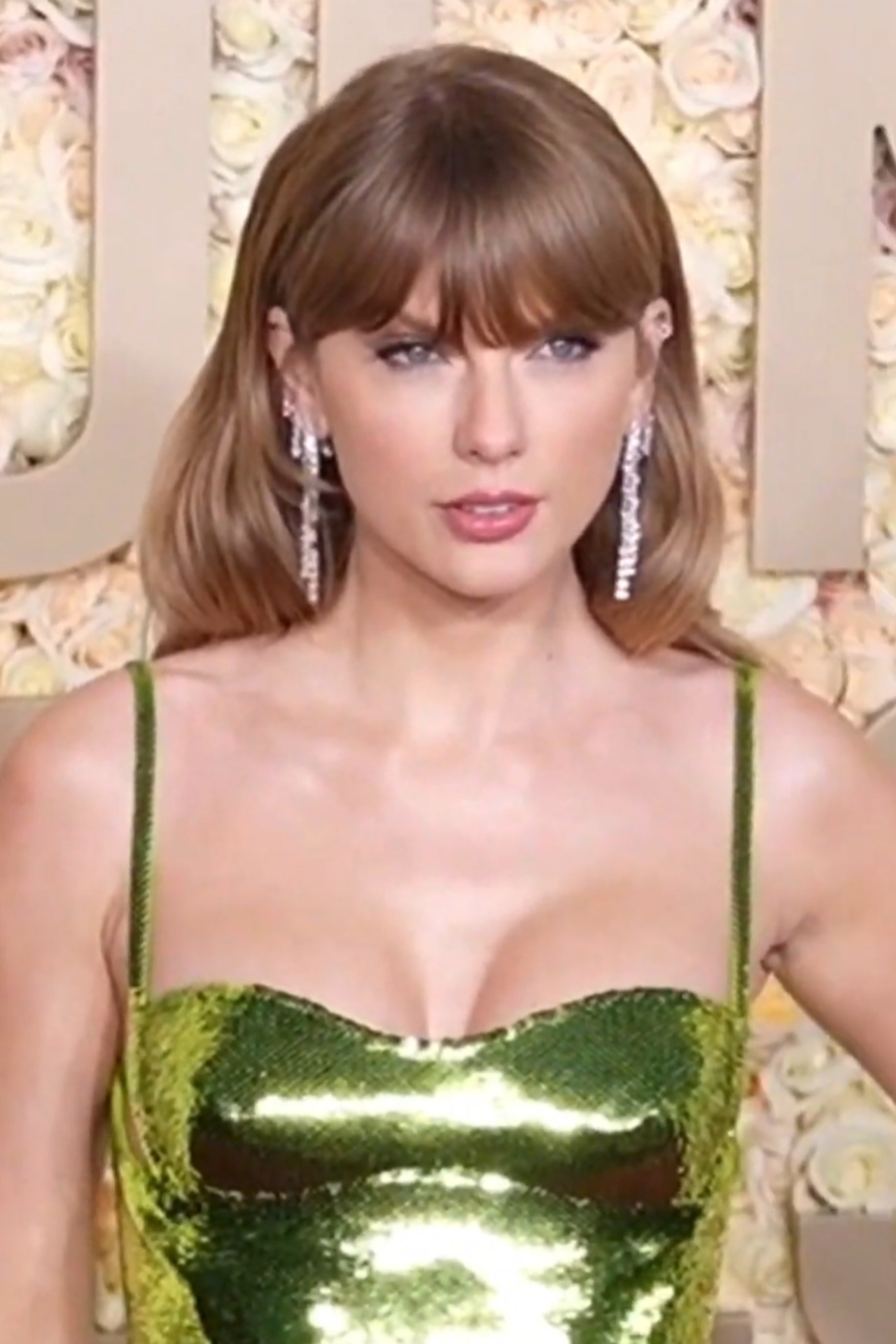
Taylor Swift nel 2024.

La cantautrice americana Taylor Swift ha dimostrato una significativa influenza politica. La sua influenza è stata esaminata in un ampio corpus di rapporti e analisi negli Stati Uniti; i giornalisti politici la distinguono dagli altri artisti musicali, presentandola come una personalità particolarmente influente nella politica americana. Altrove, Swift ha ispirato ed è stato riconosciuto da politici provenienti da Australia, Brasile, Canada, Taiwan, Regno Unito e Unione europea, tra le altre giurisdizioni.
Swift ha usato la sua fama per incitare all'azione politica, assistita da una carriera di grande successo. Inizialmente era apolitica, evitando di commentare questioni politiche a causa della controversia sulle Dixie Chicks del 2003. Tuttavia, dopo l'elezione di Donald Trump, il 45º Presidente degli Stati Uniti d'America, Swift ha rivelato per la prima volta la sua posizione politica nel 2018; ha appoggiato i politici democratici Phil Bredesen e Jim Cooper nelle Elezioni parlamentari negli Stati Uniti d'America del 2018 nel Tennessee, il suo stato d'origine, tramite un post su Instagram molto pubblicizzato. Allineato al liberalismo, Swift è a favore della scelta e sostenitrice dell'uguaglianza di genere e dei diritti LGBT nel mondo e protesta contro il razzismo, il potere bianco, la violenza poliziesca, il sessismo e l'omofobia. Ha criticato la presidenza di Donald Trump e la politica repubblicana Marsha Blackburn, una senatrice che rappresenta il Tennessee. Ha sostenuto l'Equality Act, la creazione del Juneteenth come festa nazionale e la rimozione delle statue confederate nel Tennessee e ha appoggiato la candidatura vincente del democratico Joe Biden alle elezioni presidenziali negli Stati Uniti d'America del 2020.
Oggetto di critiche politiche, Swift è stata ampiamente censurata dalla destra, dai sostenitori di Trump e dal pubblico conservatore in generale per le sue opinioni liberali percepite come "woke". All'inizio degli anni 2010, alcuni neonazisti teorizzarono che Swift fosse la loro figura "ariana" nei media, citando il suo silenzio politico. Dopo il suo aperto sostegno ai democratici, i media conservatori hanno affermato che lei è una "operazione psicologica del Pentagono" del governo americano guidato dai democratici. Alcuni commentatori liberali hanno anche criticato Swift, sostenendo che il suo attivismo politico è inadeguato o performativo. Tuttavia, Swift ha causato aumenti senza precedenti nelle registrazioni degli elettori e ha ispirato una serie di legislazioni, soprannominate "l'effetto Taylor Swift". I critici musicali hanno anche descritto alcune delle sue canzoni, come Miss Americana & the Heartbreak Prince (2019) e Only the Young (2020), come canzoni di protesta politica.
Secondo il Times, sebbene Swift sia allineata a sinistra, una parte dell'ala destra la "desidera" ancora, rendendola un'entità unificante che potrebbe aiutare a colmare il divario politico degli Stati Uniti attirando vari dati demografici alla sua causa. Quindi, le pubblicazioni la descrivono come un'anomalia nella cultura americana. Vari sondaggi hanno segnalato che gli indici di approvazione di Swift sono superiori a quelli di Biden e Trump, mentre i suoi fan, chiamati Swifties, sono considerati un blocco elettorale chiave. I giornalisti hanno affermato che Swift potrebbe influenzare notevolmente i risultati delle imminenti elezioni presidenziali americane del 2024.

## Contesto

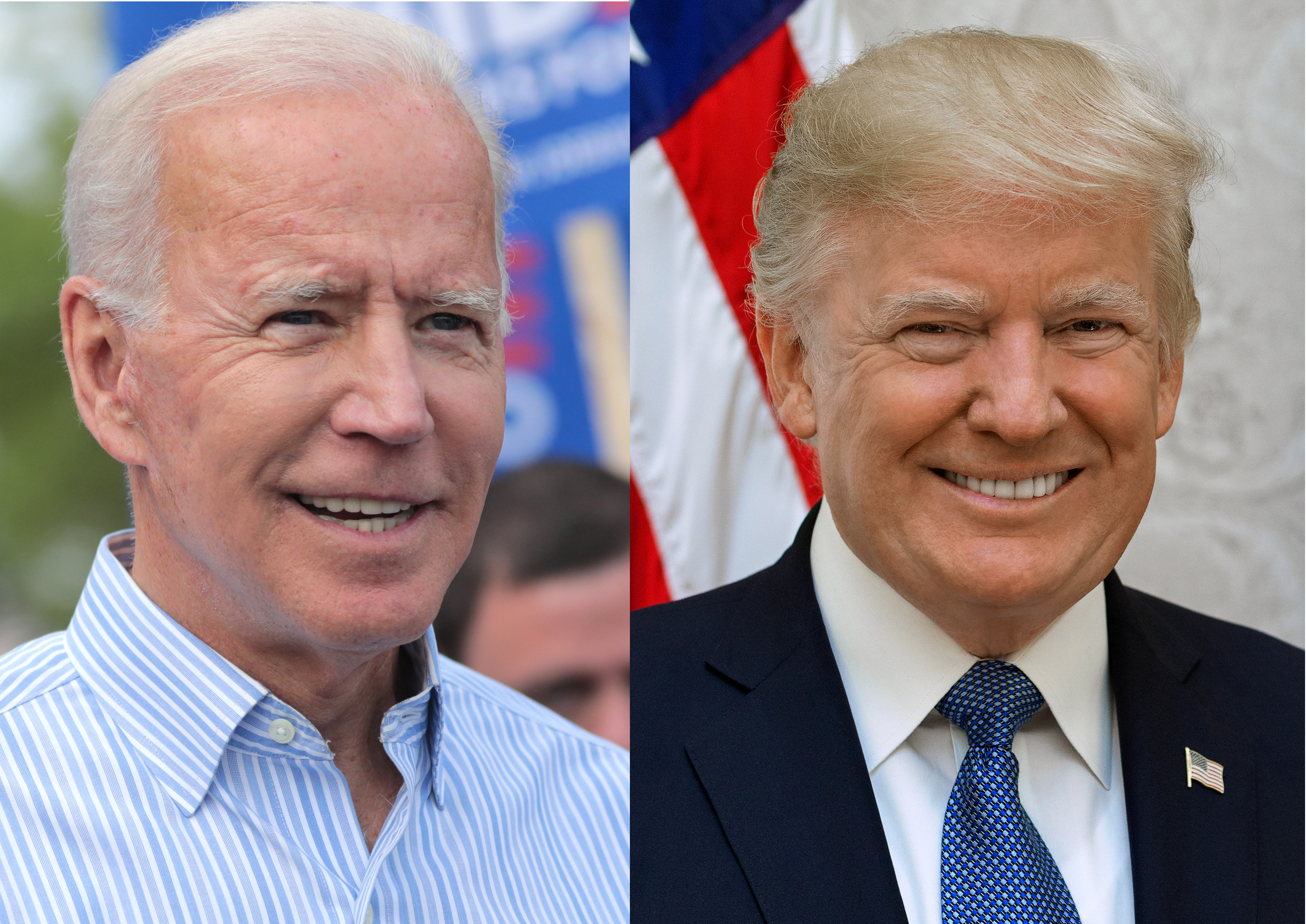
Secondo il Times, il 53% degli americani adulti sono fan di Swift, una percentuale di gran lunga superiore a quella di Joe Biden (a sinistra) e Donald Trump (a destra) nel 2023.

Taylor Swift è una personalità potente nella politica americana e il musicista più influente nella sfera politica, secondo Forbes. È stata citata in vari procedimenti legali come precedente o fonte di esempio. È socialmente liberale, avendo criticato la supremazia bianca, il razzismo e la brutalità della polizia negli Stati Uniti È a favore della scelta e sostenitrice della uguaglianza di genere e dei diritti LGBT. Tuttavia, Swift è stata censurata da alcuni critici liberali e conservatori; i primi considerano il suo attivismo performativo, mentre i secondi la detestano perché è una liberale schietta e "woke". Ha appoggiato i candidati democratici Phil Bredesen e Jim Cooper per le elezioni di metà mandato americane del 2018 nel suo stato d'origine, il Tennessee, e Joe Biden e Kamala Harris per le elezioni presidenziali americane del 2020, e ha criticato i politici repubblicani Donald Trump e Marsha Blackburn.
(Taylor Swift su Twitter)

### Ex posizione apolitica
Swift era apolitica come musicista country, evitando di discutere argomenti politici all'inizio della sua carriera, notato dai critici in retrospettiva come il suo tempo sotto l'etichetta discografica Big Machine Records. Quando nel 2012 il Time gli chiese riguardo alle elezioni presidenziali americane del 2012, Swift disse: "Cerco di mantenermi il più istruito e informato possibile. Ma non parlo di politica perché potrebbe influenzare altre persone. E non penso che ne so ancora abbastanza nella vita per dire alla gente per chi votare." I giornalisti hanno criticato la mancanza di attivismo politico di Swift nonostante il suo status di figura celebre, sostenendo che la sua filantropia è inadeguata. Motivato dall'apoliticismo di Swift, Trump l'ha definita un modello "fantastico"; i legislatori conservatori l'hanno invitata a visitare il Campidoglio degli Stati Uniti.
È rimasta apolitica per le elezioni presidenziali negli Stati Uniti d'America del 2016, né sostenendo la democratica Hillary Clinton né parlando contro Trump, come alcuni si aspettavano. I critici si sono chiesti per chi Swift avesse votato alle elezioni mentre pubblicava una sua foto in coda a un seggio elettorale. Dopo aver condiviso una foto in cui indossa un abito simile a quello che indossava una volta Clinton, un titolo di USA Today diceva: "Per chi ha votato Taylor Swift? Ecco perché il suo maglione fa pensare a Hillary". Entertainment Weekly ha analizzato i "contenuti più popolari del giorno delle elezioni" di Instagram, riferendo che alcuni dei post con più Mi piace erano quelli di Rihanna, Demi Lovato, Kourtney Kardashian e Ariana Grande, che avevano tutte esplicitamente appoggiato Clinton, ma erano i post "innocui" e imparziali di Taylor Swift ad aver ottenuto il maggior numero di Mi piace (2,1 milioni). Ciò ha dimostrato che Swift era un'anomalia della cultura pop, secondo la giornalista di The Ringer Alyssa Bereznak. Il giornalista della BBC Nick Levine ha trovato il suo silenzio politico "sempre più evidente".

### Controllo sociopolitico e razza
Secondo Bereznak, l'apolitismo avrebbe potuto essere "una strategia commerciale vantaggiosa" per le pop star in passato, ma per figure culturali come Swift, le loro "azioni, comunicazione e lavoro" sono analizzate dai media in una lente politica. Nel 2017, Swift ha sostenuto la marcia delle donne su Washington tramite Instagram, che è stata accolta con critiche sia dai fan che dai critici, che hanno ritenuto che fosse inutile poiché Swift si rifiutava di incanalare il suo attivismo femminista nella politica. The Cut ha suggerito, anche se Clinton aveva il sostegno aperto di Perry, Beyoncé, Jay-Z e Springsteen, l'appoggio pubblico di Swift "avrebbe potuto" aiutarla a diventare presidente. Medford ha affermato che Swift non può sopravvivere in un vuoto politico poiché diventa "assordantemente evidente". Criticando il suo uso dei social media solo per annunci musicali e non politici, Medford ha scritto: "Avere una piattaforma così ampia e di vasta portata e usarla solo per il progresso delle proprie ambizioni riflette poco, indipendentemente da quanto progressista possa essere la propria politica."
Alcuni critici hanno attribuito il silenzio politico di Swift al fatto che una parte significativa del suo fandom nel 2014 era costituita da fan country conservatori. Le critiche sociopolitiche più accese sostengono che Swift sia un cripto-fascista. Sfruttando il suo persistente silenzio politico nel 2016 e nel 2017, alcuni suprematisti bianchi negli Stati Uniti consideravano Swift uno di loro, un neonazista. Alcuni siti web della corrente alt-right come The Daily Stormer e Breitbart News l'hanno elogiata, con The Daily Stormer che l'ha proclamata la loro "dea ariana", in attesa della vittoria di Trump per annunciare la sua "agenda ariana" al mondo. I media liberali hanno chiesto a Swift di chiarire la sua posizione politica. Quando un post sul blog di PopFront, un sito web di sinistra, affermava che il suo singolo del 2017 Look What You Made Me Do era un "sottile" cenno all'alt-right, il team di Swift ha definito il post diffamatorio e ha chiesto a PopFront di "emettere una ritrattazione, rimuovere la storia da tutte le fonti mediatiche e cessare e desistere", o affrontare conseguenze legali. L'American Civil Liberties Union (ACLU) ha criticato Swift per aver tentato di "sopprimere il discorso protetto costituzionalmente".
Tuttavia, la giornalista della NPR Leah Donella ha affermato che non c'è motivo di pensare che Swift sia una suprematista bianca, affermando che "non ha affiliazione con alcun gruppo suprematista bianco. Non ha mai fatto pubblicamente alcuna osservazione suprematista bianca, né è mai stata accusata di fare loro in privato". Donnella ha osservato che le affermazioni secondo cui Swift è una suprematista bianca si basano esclusivamente sul fatto che è bianca, "sembra bianca e frequenta principalmente persone bianche", giustificando quest'ultima con studi del 2014 che dimostrano che una persona bianca ha solo una persona di colore come un amico per ogni 91 amici bianchi: "Questa non è una cosa di Taylor Swift. È una cosa di segregazione abitativa, diversità sul posto di lavoro, storia americana generale."

## Approvazioni

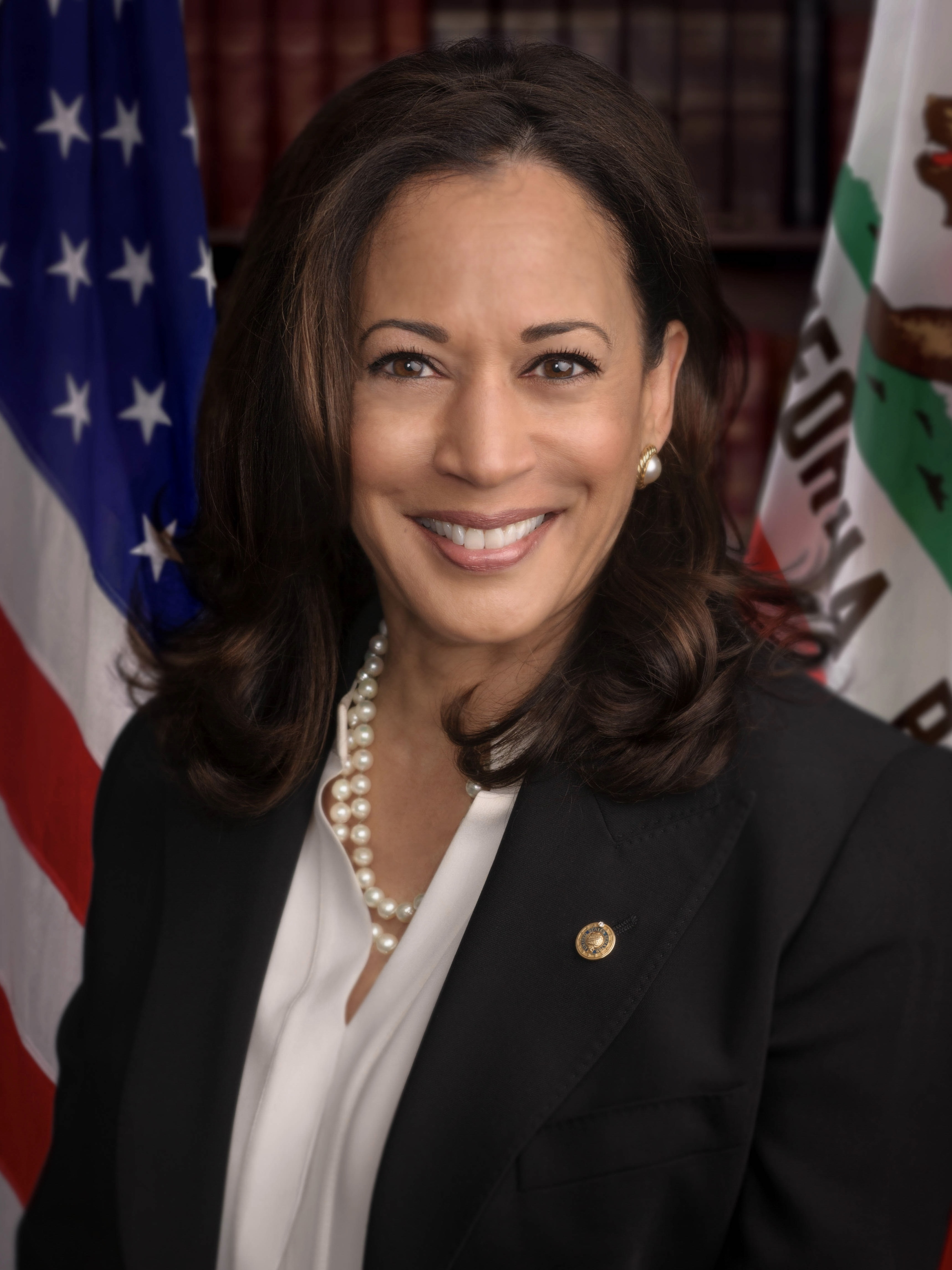
Kamala Harris ha ringraziato Swift per aver sostenuto la campagna democratica nelle elezioni presidenziali americane del 2020.

Swift ha espresso la sua opinione politica per la prima volta nelle elezioni di medio termine del 2018, "rompendo il suo silenzio politico" secondo i media. Ha sostenuto i democratici Phil Bredesen e Jim Cooper tramite post sui social media il 18 ottobre 2018; è stato oggetto di un'ampia copertura mediatica e ha suscitato molti elogi da parte di fan, giornalisti, celebrità e democratici. Ad esempio, il regista di This Is Spinal Tap, Rob Reiner, ha twittato: "Un grande ringraziamento a Taylor Swift per aver parlato apertamente. Puoi cambiare questo paese da solo. Impressiona i tuoi fan con quanto siano critiche e potenti le loro voci. Se riesci a convincerli a alle urne del 6 novembre, tutto ciò a cui tieni sarà protetto." Swift ha anche censurato il candidato repubblicano Blackburn per le sue politiche "spaventose":
(Taylor Swift)
Swift ha ricevuto una "feroce reazione negativa" da repubblicani, trumpisti e sostenitori di destra che si sono sentiti "traditi" da Swift e l'hanno criticata, umiliata e rimproverata online; affermavano che avesse "terminato" la sua carriera con decisione e che avrebbe dovuto "tacere" e "attenersi alla musica". Il Comitato Senatoriale Nazionale Repubblicano ha affermato: "Se non hai sentito, la pop star multimilionaria Taylor Swift è scesa dalla sua torre d'avorio per dire ai laboriosi cittadini del Tennessean di votare per Phil Bredesen". Charlie Kirk, presidente del gruppo conservatore Turning Point USA, ha twittato: "Hai appena appoggiato un democratico nella corsa al Senato del Tennessee con una dichiarazione ridicola dicendo che Marsha Blackburn, una donna, è contro le donne. Non hai assolutamente idea di cosa stai parlando." Trump ha detto ai giornalisti: "Sono sicuro che Taylor Swift non sa nulla di lei. Diciamo che adesso la musica di Taylor mi piace circa il 25% in meno, ok?".
Nel 2019, Swift ha dichiarato che quando ha iniziato la sua carriera nella musica country, Big Machine e altri dirigenti dell'etichetta le hanno consigliato di non discutere di politica, facendo un esempio della controversia Dixie Chicks. Ha descritto la presidenza di Trump come un'autocrazia e si è rammaricata di non aver appoggiato Clinton nel 2016, ma ha detto che la sua stampa negativa all'epoca la faceva sentire "inutile" e "come un ostacolo". Swift ha aggiunto che Clinton veniva definita una bugiarda "manipolatrice" dai trumpisti su Internet - lo stesso tipo di commenti duri che Swift aveva ricevuto nel 2016, in seguito alla sua disputa con Kanye West e Kim Kardashian - e si chiedeva se sarebbe stata un ostacolo per Clinton: "Guarda, serpenti simili a piume si affollano insieme. Guarda, le due donne bugiarde. Le due donne cattive". Poiché "milioni di persone mi dicevano di scomparire", Swift ha deciso di allontanarsi dai riflettori. Emily Strayer, membro dei Chicks, ha affermato nel 2020 che Swift aveva molto più potere di cambiare le cose di quanto non avessero mai fatto.
Nelle elezioni del 2020, Swift ha appoggiato Biden e Harris e ha prestato la sua canzone di protesta Only the Young (2020) alla loro campagna. Harris ha espresso gratitudine a Swift e ha twittato che il cantante sta mostrando ai giovani elettori "cosa c'è in gioco" nelle elezioni. Lo staff di Forbes Seth Cohen ha trovato il crescente impegno politico di Swift nell'ultimo anno "notevole per il suo approccio di alto profilo e i suoi commenti di grande successo". Trump alla fine ha perso la sua rielezione; Biden è stato eletto come prossimo presidente degli Stati Uniti. Si è scoperto che Swift è la seconda celebrità più influente nella vittoria di Biden, dopo LeBron James.
Nel 2024, il New York Times ha riferito che la campagna di rielezione di Biden vedeva Swift come il loro "bersaglio di sostegno più grande e influente" nelle elezioni presidenziali del 2024, con l'obiettivo di adottare una "strategia di Taylor Swift" per aumentare il suo sostegno popolare "vacillante". I sostenitori di Trump hanno affermato che Swift è coinvolto in una cospirazione con i democratici, la National Football League (NFL) e il giocatore di football americano Travis Kelce, fidanzato di Swift dal 2023, per manipolare gli elettori a favore di Biden. Sostenevano anche che il Super Bowl LVIII, dove gareggiarono i Kansas City Chiefs di Kelce, era stato truccato per lo stesso motivo. Sostenevano che Swift fosse una risorsa psicologica del Pentagono del governo americano guidato da Biden al fine di controllare l'opinione pubblica. Il politico repubblicano Vivek Ramaswamy, che era uno dei contendenti alla corsa presidenziale del 2024, ha twittato: "Mi chiedo chi vincerà il Super Bowl il mese prossimo. E mi chiedo se ci sarà un importante sostegno presidenziale proveniente da una coppia artificialmente sostenuta culturalmente questo autunno." Nel frattempo, la collega repubblicana alla presidenza Nikki Haley ha criticato la teoria, definendola "bizzarra"; ha detto: "Nessuno sa chi appoggerà, ma non posso credere che questo abbia superato la nostra politica nazionale... L'ultima cosa di cui penso davvero che dobbiamo preoccuparci è con chi sta uscendo Taylor Swift e quale sarà la teoria della cospirazione associata al suo appoggiare una persona come presidente."
L'11 febbraio 2024, Trump ha affermato su Truth Social che "non è possibile" che Swift possa essere "sleale" nei suoi confronti appoggiando Biden, sostenendo che "le ha fatto così tanti soldi" firmando in legge il Music Modernization Act. Dina LaPolt, un avvocato specializzato in intrattenimento che ha contribuito al Music Modernization Act, ha detto a Variety "Trump non ha fatto nulla [sulla] legislazione se non firmarla, e non sa nemmeno cosa fa il Music Modernization Act". Dopo che i Chiefs vinsero il Super Bowl LVIII, Biden pubblicò un meme sui social media prendendo in giro la teoria del complotto usando il suo personaggio "Dark Brandon".

## Canzoni
Swift ha utilizzato la scrittura di canzoni, i video e altri lavori per trasmettere le sue convinzioni politiche. Anche quando era apolitica, il New York Times ha notato l'impatto positivo che Swift ha avuto sulla comunità LGBT come artista country pubblicando il video musicale del 2011 per Mean. Time ha descritto Welcome to New York (2014), che contiene il testo "Puoi volere chi vuoi / Ragazzi e ragazzi e ragazze e ragazze" come un "inno all'uguaglianza". Il suo singolo del 2019 You Need to Calm Down ha portato a un picco di donazioni a GLAAD, un'organizzazione non governativa LGBT, giacché il testo menziona l'organizzazione. La canzone è stata soprannominata un inno gay.
I critici hanno anche evidenziato i messaggi politici di Miss Americana & the Heartbreak Prince, un'altra canzone del 2019 di Swift. Alexis Petridis di The Guardian ha lodato la traccia perché superiore ai tentativi di "sveglia" di altre pop star. In un editoriale per Teen Vogue, Claire Dodson ha scritto che Miss Americana & the Heartbreak Prince cattura con successo la delusione per la politica americana. Scrivendo per Variety, Chris William ha sottolineato che "Miss Americana & the Heartbreak Prince trasmetta efficacemente il profondo dolore e la delusione di Swift nei confronti della politica americana." Only the Young, che è stato utilizzato nelle campagne pubblicitarie di Biden e Harris, è stato descritto come un "inno politico" con testi rivolti ai giovani americani, con testi sulle sparatorie nelle scuole. James Rettig di Stereogum ha affermato che la canzone vede Swift "fare i conti con l'attuale clima politico". Jacklyn Krol di Taste of Country e Starr Bowenbank di Cosmopolitan l'hanno definita la canzone di Swift più politicamente carica. Jael Goldfine di Paper ha affermato la canzone descrive una "identità politica recentemente radicalizzata" per l'artista. Il rappresentante della Camera degli Stati Uniti Eric Swalwell ha rivelato che Swift ha autorizzato l'uso della canzone per la campagna gratuitamente, segnando la prima volta che ha permesso che la sua musica fosse utilizzata in una pubblicità politica.

## Legislatori

### Miss Americana

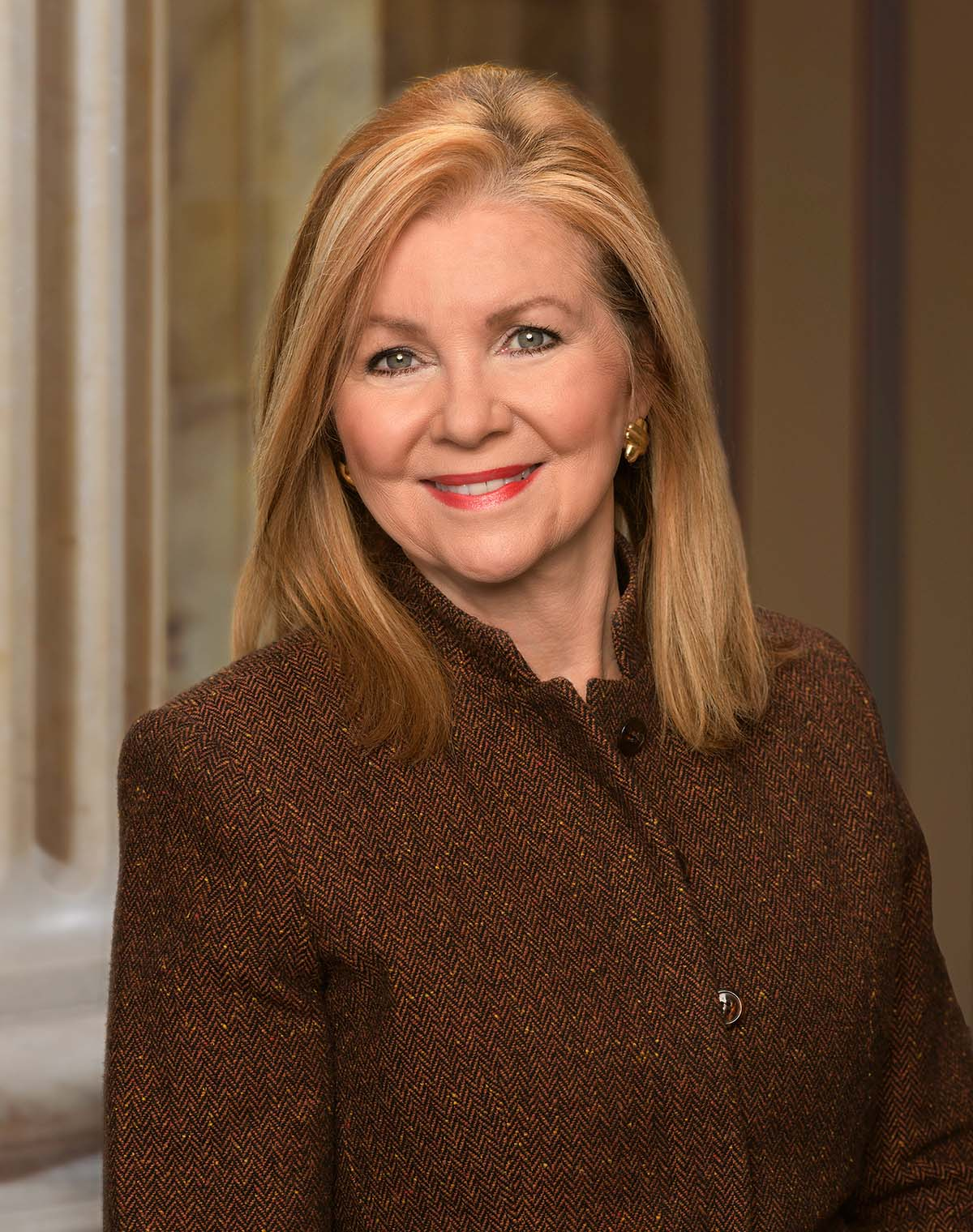
Marsha Blackburn nel 2019.

In Miss Americana, il suo documentario autobiografico del 2020 intitolato dopo la canzone, Swift ha raccontato la sua disillusione politica e gli eventi che l'hanno portata a pubblicare il suo post su Instagram del 2018 sulla sua approvazione, e ha criticato Blackburn per le sue politiche, dicendo "Il record di voti [di Blackburn] al Congresso sconvolge e mi terrorizza. Ha votato contro la parità di retribuzione per le donne. Ha votato contro la riautorizzazione del Violence Against Women Act, che tenta di proteggere le donne dalla violenza domestica, dallo stalking e dallo stupro coppie. Crede anche che non dovrebbero avere il diritto di sposarsi. Questi non sono i miei valori del Tennessee." Swift ha spiegato ulteriormente:
(Swift critica Marsha Blackburn in Miss Americana.)
Blackburn, dopo aver vinto le elezioni senatoriali, ha risposto nel luglio 2021 al sito web americano di estrema destra Breitbart News, sostenendo che i liberali vogliono una società socialista marxista che proibisca alle donne di esibirsi o creare il tipo di musica che fa Swift, negando i diritti di proprietà intellettuale privata, e che gli Swift "saranno i primi a essere tagliati fuori perché lo Stato dovrebbe approvare la tua musica". Alcuni commentatori politici hanno suggerito che Swift dovrebbe candidarsi contro Blackburn alle prossime elezioni.

### Imprenditorialità creativa e private equity
Nel giugno 2019, Swift è stata coinvolta in una disputa con la sua ex etichetta discografica, Big Machine Records, il suo fondatore Scott Borchetta e il suo nuovo proprietario Scooter Braun, sulla proprietà delle registrazioni dei suoi primi sei album in studio. La senatrice americana Elizabeth Warren, una delle candidate democratiche alle elezioni presidenziali del 2020, ha affermato che Swift è "uno dei tanti" i cui lavori creativi sono stati minacciati dalle società di private equity, che continuano a "divorare sempre più la nostra economia, costando posti di lavoro". e schiacciando intere industrie"; La campagna presidenziale di Warren ha spesso preso di mira le società di private equity. La rappresentante della Camera degli Stati Uniti Alexandria Ocasio-Cortez ha affermato che "le pratiche predatorie dei gruppi di private equity danneggiano attivamente milioni di americani. Le loro acquisizioni con leva finanziaria hanno distrutto la vita dei lavoratori del commercio al dettaglio in tutto il paese, eliminando più di 1 milione di posti di lavoro. Ora tengono il controllo [di Swift] musica in ostaggio. Hanno bisogno di essere tenuti a freno."
L'uomo d'affari americano Glenn Youngkin, ex co-amministratore delegato del Gruppo Carlyle, uno dei partiti criticati da Swift nella controversia, ha partecipato alle elezioni governative della Virginia del 2021 come candidato repubblicano. Prima delle elezioni, l'ex governatore e candidato democratico Terry McAuliffe ha lanciato una serie di annunci su Facebook, Instagram e Google, indicando i legami di Youngkin con la controversia con slogan come "#WeStandWithTaylor", un hashtag utilizzato da Swifties durante la disputa; McAuliffe ha chiesto ai sostenitori di Swift di non votare per Youngkin. Il 14 gennaio 2022, Jared Polis, il 43º governatore del Colorado e il primo uomo apertamente gay ad essere eletto governatore di uno stato americano, ha sostenuto Swift nel suo discorso governativo annuale allo stato e ha cantato il ritornello di 22 (Taylor's Version) in riferimento al nuovo anno 2022.

### Benessere del consumatore e monopolio industriale
(Amy Klobuchar)
Nel novembre 2022, la piattaforma americana di vendita dei biglietti Ticketmaster e la sua società madre Live Nation Entertainment sono state accolte con critiche per la loro cattiva gestione della vendita dei biglietti della tappa americana dell'Eras Tour, il tour di concerti 2023-2024 di Swift. Dopo i diffusi post sui social media da parte di clienti sconvolti dal problema, diversi legislatori e gruppi di consumatori statunitensi hanno preso atto del problema. Fortune e Bloomberg News hanno attribuito le critiche al "processo di acquisto in più fasi, spesso confuso, afflitto da costi aggiuntivi", nonché a "lunghe attese, problemi tecnici e servizio clienti scadente". Ocasio-Cortez e il collega rappresentante della Camera Bill Pascrell hanno affermato che Ticketmaster è un monopolio e che la sua fusione con Live Nation deve essere sciolta. Il senatore Richard Blumenthal ha sollecitato un'indagine federale sulla concorrenza nel settore della musica dal vivo. Ha affermato che la questione "è un perfetto esempio di come la fusione Live Nation/Ticketmaster danneggia i consumatori creando un quasi monopolio". La collega senatrice Amy Klobuchar, presidente della sottocommissione giudiziaria del Senato per la politica della concorrenza, l'antitrust e i diritti dei consumatori, ha scritto una lettera aperta al CEO di Ticketmaster, Michael Rapino, riguardo alle sue preoccupazioni sulle operazioni della società.
I procuratori generali di Pennsylvania, Tennessee, Nevada, e Carolina del Nord, tra gli altri stati, hanno avviato indagini sulla questione. Pascrell, co-firmato da altri 30 democratici della Camera, ha presentato una petizione al Dipartimento della giustizia degli Stati Uniti per aprire un'indagine formale sulla questione. Il rappresentante David Cicilline, presidente della sottocommissione giudiziaria della Camera per il diritto antitrust, commerciale e amministrativo, ha esortato il Dipartimento di Giustizia a indagare e annullare la fusione delle società. Ha twittato che "Live Nation – Ticketmaster è un monopolio incontrollato".
L'addetta stampa della Casa Bianca, Karine Jean-Pierre, ha rifiutato di commentare una potenziale indagine su Ticketmaster-Live Nation, ma ha affermato che il presidente degli Stati Uniti, Joe Biden, crede che "il capitalismo senza concorrenza non è capitalismo, è sfruttamento". Biden ha presto twittato che "Milioni di americani torneranno a casa per le vacanze e verranno colpiti da commissioni nascoste 'spazzatura' da compagnie aeree, hotel, forse anche biglietti per uno spettacolo natalizio che la famiglia vuole vedere. Non è giusto. La mia amministrazione sta intraprendendo azioni per ridurre o eliminare queste commissioni a sorpresa." Blumenthal e Blackburn hanno scritto una lettera alla Federal Trade Commission (FTC), chiedendo informazioni sui "piani dell'agenzia per combattere l'uso dei robot nell'emissione di biglietti", e sollecitando l'applicazione del Better Online Tickets Sales Act, un atto del 2016 legge federale che conferisce al governo degli Stati Uniti l'autorità di rimuovere applicazioni software programmate per eseguire attività automatizzate online.
Nel dicembre 2023, la presidente della FTC Lina Khan ha dichiarato che il controverso crollo della vendita dei biglietti "ha finito per convertire da un giorno all'altro più Gen Z in anti-monopolisti di qualsiasi cosa avrei potuto fare". Nel giugno 2023, a seguito di un incontro con Biden e la FTC, società di biglietteria come Ticketmaster e SeatGeek hanno raggiunto un consenso per abolire le "commissioni spazzatura". Biden e il direttore del Consiglio economico nazionale Lael Brainaird hanno rilasciato una dichiarazione in cui affermano che il divieto delle tariffe a sorpresa ingannevoli si applica anche ai resort e agli affitti. Lo studioso di diritto americano William Kovacic ha definito la mossa un “aggiustamento della politica di Taylor Swift”.
Nel gennaio 2024, la commissione giudiziaria del Senato ha tenuto un'audizione dal titolo "Questo è il biglietto: promuovere la concorrenza e proteggere i consumatori nell'intrattenimento dal vivo", per analizzare la questione. I media hanno riferito che entrambi i senatori bipartisan hanno censurato le pratiche monopolistiche, le politiche, i costi dei biglietti di Ticketmaster, la mancanza di trasparenza, la mancanza di difesa contro i bot e l'insensibilità verso gli artisti musicali. Billboard ha affermato che i politici di entrambi i principali partiti politici degli Stati Uniti, che vedono la critica a Ticketmaster come "una questione politica vincente e un'opportunità per raggiungere elettori che da tempo si lamentano del gigante dei biglietti", rappresentano più una minaccia per Ticketmaster che per la stessa Swift. L'editorialista del The Washington Post Helaine Olen ha affermato che il fiasco di Ticketmaster "è stato così grave da unire le parti". La giornalista della CNN Allison Morrow ha scritto che i fan di Swift hanno unito i due partiti in un modo che "i padri fondatori non erano riusciti a prevedere". Le pubblicazioni dei media hanno considerato la controversia una testimonianza dell'impatto politico di Swift e vantaggiosa per l'industria musicale guidando le conversazioni sulla disuguaglianza economica e sulle leggi antitrust negli Stati Uniti.
Forbes ha riferito dello scalping dei biglietti dell'Eras Tour anche nel Regno Unito, con immediata rimessa in vendita su siti come StubHub e Viagogo per prezzi esorbitanti. Kevin Brennan, un membro del Parlamento britannico di Cardiff, Galles, ha chiesto un dibattito alla Camera dei Comuni sulla strategia del governo britannico per gestire i bagarini. Nella Repubblica d'Irlanda Thomas Pringle, membro dell'Oireachtas, ha criticato la "dilagante riduzione dei prezzi" a Dublino per la tappa del tour in città definendola "vergognosa dimostrazione di avidità" da parte degli hotel locali. Il politico brasiliano Simone Marquetto, membro della Camera dei Deputati brasiliana di San Paolo, ha proposto di aumentare la pena detentiva massima per lo scalping da un anno a quattro anni e multe fino a 100 volte il prezzo fissato dagli scalper.

## Influenza elettorale
Secondo Vote.org, oltre 169.000 persone si sono registrate per votare alle elezioni di medio termine statunitensi del 2018 entro due giorni dal post di Swift, mentre solo 59.000 persone si sono registrate per votare nei 30 giorni precedenti. Le pubblicazioni accreditano l'effetto Taylor Swift. Secondo una ricerca statistica condotta dalle accademiche Gwendelyn Nisbett e Stephanie Dunn, la narrativa e il messaggio di Swift nel post hanno influenzato i suoi follower, al di là dell'attaccamento parasociale dei fan nei suoi confronti. La scienziata comportamentale Simone Driessen ha scritto che alcuni media considerano il "coming out" politico di Swift come una strategia per promuovere la sua carriera, mentre altri considerano obbligatorio per le pop star in un clima politico "esprimere la propria posizione".
La base di fan di Swift, gli Swifties, è considerata un blocco elettorale influente. Dopo che Swift ha pubblicato su Instagram nel settembre 2023 una storia sulla Giornata nazionale della registrazione degli elettori di Vote.org, più di 35.000 persone si sono registrate per votare, un aumento del 23% nelle registrazioni totali e un aumento del 115% tra i diciottenni rispetto alla registrazione nazionale degli elettori della stessa giornata nel 2022. Andrea Hailey, amministratore delegato di Vote.org, ha affermato che la partnership dell'organizzazione con Swift sta aiutando tutti gli americani a "far sentire la propria voce alle urne". Per la partnership, Swift e Vote.org hanno ricevuto un Webby Award per la migliore collaborazione tra creatori o influencer, funzionalità (social) nel 2024.
I dati di Facebook del 2014 hanno rivelato che Swift è uno degli artisti che hanno formato la "mediana felice" delle abitudini di ascolto musicale dei suoi utenti democratici e repubblicani. Secondo un sondaggio del 2023 riportato dal Times, il 53% degli americani adulti si considera fan di Swift, valutazioni superiori a quelle di Biden e Trump; la giornalista Ellie Austin ha spiegato che sebbene Swift sia politicamente vicina alla sinistra, alcuni esponenti di destra ancora la "desiderano", rendendola un fulcro demografico "unificante" in grado di colmare il divario politico americano. In un altro sondaggio riportato dal New York Sun, Swift è risultata la terza scelta più popolare del presidente americano, dopo Trump e Biden. Ha anche ottenuto il punteggio di favore più alto tra tutti i personaggi pubblici testati nel sondaggio nazionale della NBC News, con il 40% degli elettori registrati che afferma di avere "un'opinione positiva di Swift" e un 16% che ha un'opinione negativa.
L'ex direttrice delle comunicazioni strategiche della Casa Bianca Alyssa Farah Griffin considerava Swift "l'unica persona" che avrebbe potuto sconfiggere Trump alle elezioni. Kevin Monnin di The Hill ha affermato che, spinta dal suo significato culturale e dall'ampio seguito, Swift "potrebbe svolgere un ruolo fondamentale per la democrazia assicurando la rielezione del presidente Biden e ponendo fine alla carriera politica dell'ex presidente Donald Trump". Nathan J. Robinson, scrivendo per Newsweek, ha affermato che "solo Swift può unire le divisioni politiche" negli Stati Uniti. Un sondaggio condotto per Newsweek ha riportato che il 18% di tutti gli elettori sono "più probabili" o "significativamente più probabili" votare per un candidato approvato da Swift. Michael A. Cohen ha aggiunto che "Swift potrebbe influenzare l'esito delle elezioni del 2024". L'influenza politica di Swift era ulteriormente evidente nella critica bipartisan a Ticketmaster; La giornalista della CNN Allison Morrow ha scritto in un articolo intitolato "One Nation, Under Swift" che i fan di Swift hanno unito le parti in un modo che "i padri fondatori non sono riusciti a prevedere". Brooke Schultz dell'Associated Press ha notato come la questione si è trasformata in un movimento politico e ha considerato i fan di Swift un influente gruppo demografico degli elettori. Secondo Morning Consult, circa il 55% dei fan statunitensi di Swift sono democratici, il 23% repubblicani e il 23% indipendenti. Politico ha osservato: "I fan di Swift sono senza dubbio il fandom più coinvolgente e intenso negli Stati Uniti, e sono una forza politica con cui nessuno dovrebbe davvero scherzare".
L'influenza elettorale di Swift si è estesa anche a livello globale. In Canada, William Watson del Financial Post ha affermato che i legislatori del Partito Liberale canadese, compreso il presidente Justin Trudeau, tenteranno di nazionalizzare la distribuzione dei biglietti dei tour nel tentativo di conquistare gli Swifties per il prossimo 45º Elezioni federali canadesi. I membri del Parlamento canadese hanno presentato un reclamo al Presidente della Camera dei Comuni, quando l'Eras Tour era inizialmente pronto a saltare il Canada. Vari politici, come Gabriel Boric, presidente del Cile; Pita Limjaroenrat, membro della Camera dei Rappresentanti della Thailandia; e Leni Robredo, ex vicepresidente delle Filippine, hanno fatto appello agli Swifties durante le loro campagne elettorali o durante il loro mandato. Diversi media hanno descritto Boric come uno Swiftie a tutti gli effetti; si è descritto come uno Swiftie prima delle elezioni generali cilene del 2021, che ha vinto. Gli Swifties hanno formato una parte significativa dei sostenitori di Robredo durante la sua campagna elettorale presidenziale filippina del 2022. Un certo numero di funzionari del governo australiano, tra cui il vice premier del Queensland Steven Miles, il membro del Parlamento dell'Australia Occidentale e assistente del primo ministro Patrick Gorman, e il ministro delle infrastrutture e dei trasporti dell'Australia meridionale Tom Koutsantonis, si sono dichiarati apertamente delusi dal fatto che Swift non fosse stata in tournée nei loro stati.
La politica inglese Liz Truss ha citato Swift alla Camera dei Comuni nel suo discorso per la giornata internazionale della donna alla Camera dei Comuni. Anche il giudice della Corte Suprema messicana Arturo Zaldivar si è descritto come uno Swiftie. Organizzazioni internazionali come l'Unione Europea (UE) hanno riconosciuto la sua influenza politica; la vicepresidente della Commissione europea, Margaritis Schinas, ha chiesto a Swift di contribuire a invertire l’affluenza alle urne “storicamente bassa” in Europa nelle prossime elezioni del Parlamento europeo del 2024. A Taiwan, Swift è stato un argomento controverso nelle campagne precedenti le elezioni presidenziali e legislative taiwanesi del 2024. Il politico Jaw Shaw-kong, membro di spicco del partito di opposizione Kuomintang, ha dichiarato in un dibattito televisivo di aver invitato la Swift a tenere un concerto al Taipei Dome e che lei inizialmente ha accettato di esibirsi ma ha presto rifiutato, citando "rischi geopolitici" della situazione. tese relazioni bilaterali tra Taiwan e la Repubblica popolare cinese. Il Ministero della Cultura taiwanese non ha né negato né confermato le affermazioni di Jaw, ma ha affermato che diversi artisti stranieri si sono esibiti a Taiwan. Il sindaco di Kaohsiung Chen Chi-mai ha descritto l'affermazione di Jaw su Swift come un tentativo di manipolare gli elettori.

## Difesa
- Il 23 marzo 2018, Swift ha chiesto il controllo delle armi, facendo una donazione alle vittime e a March For Our Lives.
- Il 1º giugno 2019, ha creato una petizione su Change.org invitando i senatori a votare per l'Equality Act approvato dalla Camera.[106] Ad aprile 2020, la petizione aveva oltre 704.000 firme, comprese quelle di senatori democratici come Warren, Amy Klobuchar, Ed Markey, Kirsten Gillibrand, Tim Kaine e Cory Booker. Swift ha scritto una lettera al senatore repubblicano del Tennessee Lamar Alexander, chiedendogli il suo sostegno:[107] "Per i cittadini americani vedersi negato il lavoro o l'alloggio in base a chi amano o al modo in cui si identificano è antiamericano e crudele".[108]
- Swift si è esibito allo Stonewall Inn durante il WorldPride NYC 2019.  Un ritaglio del volto di Swift utilizzato alla Chicago Pride Parade del 2017.

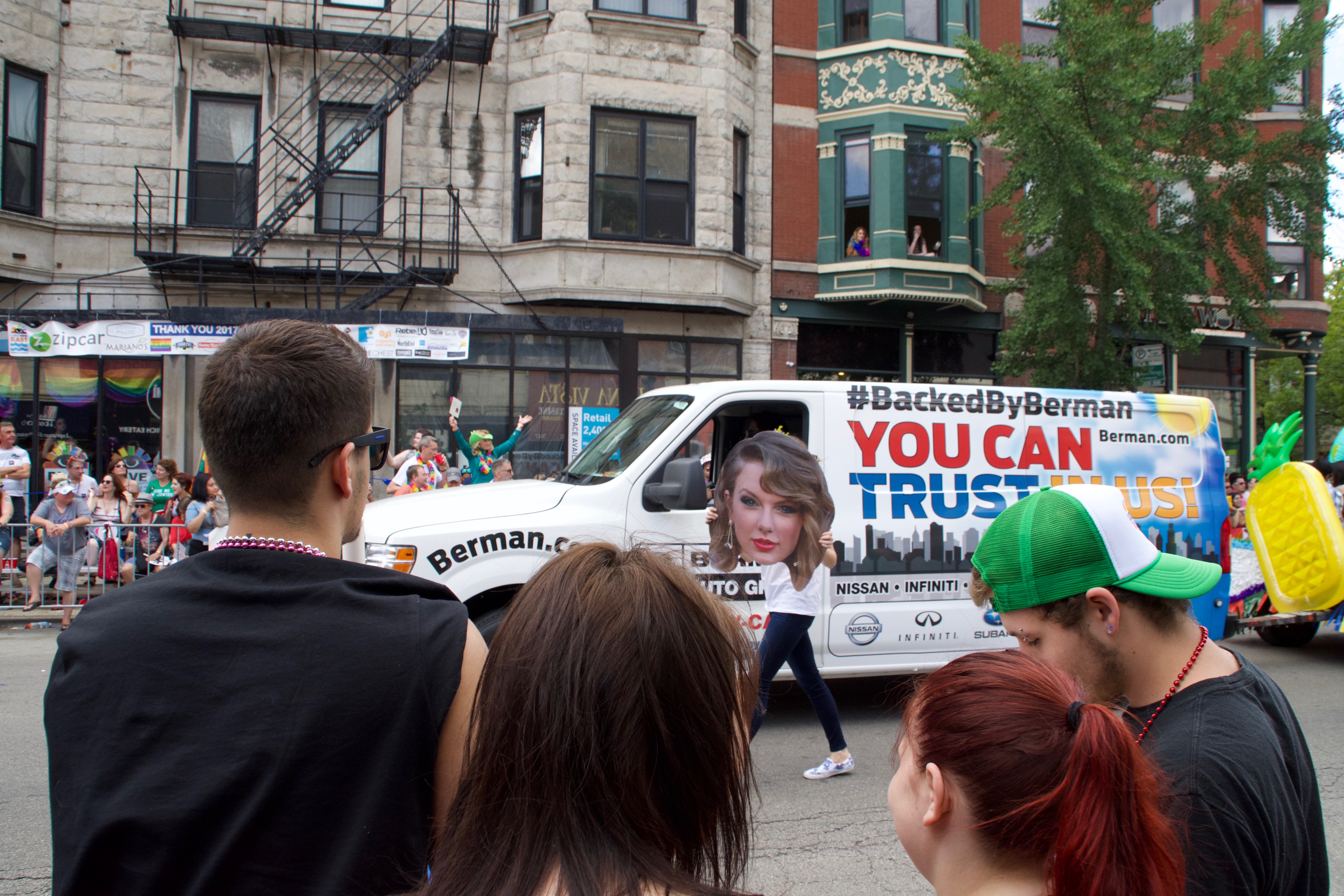
Un ritaglio del volto di Swift utilizzato alla Chicago Pride Parade del 2017.

- Dopo che You Need to Calm Down ha aumentato le donazioni a GLAAD, Anthony Ramos, un dirigente dell'organizzazione, ha dichiarato che Swift "è una delle più grandi pop star del mondo; il fatto che continui a utilizzare la sua piattaforma e la sua musica per supportare la comunità LGBTQ e l'Equality Act è un vero segno di essere un alleato."[108][109] L'amministratrice delegata Sarah Kate ha affermato: Swift "continua a utilizzare la sua piattaforma per parlare apertamente contro la discriminazione e creare un mondo in cui tutti possano vivere la vita che amano. [...] Nel clima politico e culturale divisivo di oggi, noi hanno bisogno di più alleati come Taylor."[109]
- Il 26 agosto 2019, agli MTV Video Music Awards 2019, dopo aver vinto il video dell'anno per You Need to Calm Down, Swift ha esortato il pubblico nel suo discorso a firmare la petizione e ha detto che la Casa Bianca non ha risposto nonostante avesse "cinque volte il numero di firme necessarie per garantire una risposta".[110] Il giorno successivo, l’allora vice segretario stampa della Casa Bianca Judd Deere ha rilasciato una dichiarazione in cui criticava l’Equality Act.
- Il 29 maggio 2020, Swift ha criticato i tweet "provocatori" di Trump riguardo alle proteste di George Floyd a Minneapolis-Saint Paul,[106] e dopo le ampie proteste di George Floyd, ha fatto una donazione al NAACP Legal Defense and Educational Fund e al movimento Black Lives Matter, si espresse a favore della rimozione dei monumenti confederati nel Tennessee, e chiese che Juneteenth diventasse una festa nazionale.[111] Il tweet di Swift che criticava Trump è diventato il suo tweet più apprezzato, raccogliendo oltre due milioni di Mi piace. Nell'articolo di Forbes "Taylor Swift e il tweet che potrebbe aiutare a rimuovere un presidente", Cohen ha affermato che la voce politica di Swift "potrebbe avere enormi conseguenze politiche" poiché i sondaggi indicano che le donne bianche e i giovani elettori per la prima volta - i dati demografici più deboli di Trump - stanno entrambi formando un significativo parte della base di fan americana di Swift, e "sarà quindi fondamentale per l'esito delle elezioni del 2020".

## Azione legislativa
Taylor Swift ha ispirato una serie di progetti di legge, come:
- Nel marzo 2015, spinta dall'acquisto da parte di Swift della tenuta High Watch del Rhode Island, l'allora governatrice dello stato Gina Raimondo ha proposto una tassa sul lusso sulle seconde case per un valore di oltre 1 milione di dollari nello stato, denominata "tassa Taylor Swift". È stato ritirato dopo ampie critiche.[113]
- Il 19 maggio 2023, i membri del Tribunale generale del Massachusetts hanno introdotto il "Taylor Swift Bill" bipartisan per richiedere alle società di biglietteria di rivelare in anticipo i costi completi dei biglietti e mettere al bando i prezzi dinamici.[114] Progetti di legge simili furono introdotti nelle legislature statali del Minnesota e della California.[115]
- Il 22 maggio 2023, il governatore del Texas Greg Abbott ha convertito in legge il disegno di legge "Save Our Swifties", che vieta l'uso di robot per l'acquisto in blocco di biglietti.[116][117] Proposte di legge simili furono lanciate a New York e Washington.[115]
- Nel giugno 2023, i deputati statunitensi Pascrell e Frank Pallone hanno redatto la legge BOSS and SWIFT (Better Oversight of Stub Sales and Strengthening Well Informed and Fair Transactions for Audiences of Concert Ticketing) alla Camera dei Rappresentanti, imponendo una revisione delle piattaforme di vendita e rivendita dei biglietti.[118]
- Nel giugno 2023, un "disegno di legge Taylor Swift" anti-scalping è stato proposto al Congresso nazionale del Brasile.[119]
- Nel novembre 2023, la deputata brasiliana Erika Hilton, che rappresenta lo Stato di San Paolo alla Camera dei Deputati, ha presentato un disegno di legge per rendere obbligatoria l'acqua gratuita ai concerti e penalizzare le aziende che vietano le bottiglie d'acqua nei locali, in seguito alla morte di un partecipante al concerto. l'Eras Tour a causa della disidratazione.[120] Successivamente, circa 100 organi legislativi municipali, statali e federali in Brasile, compreso lo stato di Rio de Janeiro e il distretto federale, hanno redatto o approvato progetti di legge simili.[121]
- Nel gennaio 2024, i senatori statunitensi Klobuchar, Dick Durbin, Lindsey Graham e Josh Hawley hanno introdotto la legge DEFIANCE (Disrupt Explicit Forged Images and Non-Consensual Edit) Act per criminalizzare le "falsificazioni digitali" che raffigurano una persona identificabile senza il loro consenso, dopo che alcune immagini pornografiche deepfake generate dall'intelligenza artificiale che ritraggono Taylor Swift sono state pubblicate e diffuse sui social media.[122]
- Nel febbraio 2024, l’UE ha redatto un disegno di legge che criminalizza la condivisione di “deepfake di nudo” e di vendetta porno entro la metà del 2027. Věra Jourová, vicepresidente della Commissione Europea, ha affermato: "L'ultimo modo disgustoso di umiliare le donne è condividere immagini intime generate dall'intelligenza artificiale in un paio di minuti da chiunque. Tali immagini possono causare un danno enorme, non solo alle popstar ma a ogni donna. chi dovrebbe dimostrare al lavoro o a casa che si trattava di un deepfake."[123]
- Nel maggio 2024, il governatore del Minnesota Tim Walz ha firmato un cosiddetto "disegno di legge Taylor Swift", che impone ai venditori di biglietti di rivelare tutte le commissioni in anticipo e vieta la rivendita di più di una copia di un biglietto.[124]